# Rigor Mortis (film)
Pour plus de détails, voir Fiche technique et Distribution.
Rigor Mortis (殭屍, Geung si) est un film d'horreur hongkongais co-écrit et réalisé par Juno Mak et sorti en 2013 à Hong Kong. Produit par Takashi Shimizu, c'est un hommage à la série des Mr. Vampire. La plupart des acteurs apparaissent en effet dans le film : Chin Siu-ho, Anthony Chan (en), Billy Lau et Richard Ng.   De plus, Chung Fat, qui joue dans L'Exorciste chinois (1980), est également présent.
Il totalise 16 781 408 HK$ de recettes à Hong Kong pour un budget de 15 millions HK$.

## Synopsis
L'ancien acteur à succès Chin Siu-ho, vedette de Mr. Vampire, est  devenu dépressif après que sa femme l'ait quitté. Il emménage dans un immeuble délabré où il a pour projet de se suicider mais son geste est interrompu par les autres habitants dont il découvre petit à petit qu'ils sont loin d'être normaux.

## Fiche technique
- Titre original : Geung si
- Titre international : Rigor Mortis
- Réalisation : Juno Mak
- Scénario : Philip Yung, Jill Leung et Juno Mak
- Pays d'origine : Hong Kong
- Genre : horreur
- Date de sortie : 2013

## Distribution
- Chin Siu-ho : lui-même
- Anthony Chan (en) : Yau
- Kara Hui : Yeung Feng
- Lo Hoi-pang : Oncle Yin
- Richard Ng : Oncle Tung
- Chung Fat : Gau
- Nina Paw (en) : tante Meiyi
- Morris Ho : Pak
- Billy Lau : le cuisinier